# لالو محمد زهری
لالو محمد زهری (انگلیسی: Lalu Muhammad Zohri؛ زادهٔ ۱ ژوئیهٔ ۲۰۰۰) ورزشکار دو و میدانی اهل اندونزی است.